# Haesselia
Haesselia là một chi rêu tản thuộc họ Cephaloziaceae.

## Danh sách loài
Chi này có các loài sau (tuy nhiên danh sách này có thể chưa đủ):
- Haesselia acuminata
- Haesselia roraimensis, Grolle & Gradst.